# Podbiała
Podbiała (biał. Падбела, Padbieła; ros. Подбела, Podbieła) – wieś na Białorusi, w obwodzie brzeskim, w rejonie kamienieckim, w sielsowiecie Nowickowicze, nad Leśną Prawą, w granicach Parku Narodowego „Puszcza Białowieska”.

## Historia
W XIX i w początkach XX w. dwie wsie i dwa folwarki położone w Rosji, w guberni grodzieńskiej, w powiecie brzeskim, w gminie Dmitrowicze.
W dwudziestoleciu międzywojennym trzy wsie i folwark leżące w Polsce, w województwie poleskim, w powiecie brzeskim, w gminie Dmitrowicze. Demografia w 1921 przedstawiała się następująco:
|                   | Liczba mieszkańców | Budynki | Narodowość  | Narodowość | Narodowość        | Wyznanie    | Wyznanie   | Wyznanie |
| Polacy            | Liczba mieszkańców | Budynki | Białorusini | Żydzi      | rzymskokatolickie | prawosławne | mojżeszowe |          |
| ----------------- | ------------------ | ------- | ----------- | ---------- | ----------------- | ----------- | ---------- | -------- |
| wieś Podbiała I   | 171                | 29      | 12          | 159        | –                 | 10          | 161        | –        |
| wieś Podbiała II  | 38                 | 6       | 2           | 36         | –                 | 2           | 36         | –        |
| wieś Podbiała III | 105                | 19      | 2           | 93         | 10                | 2           | 93         | 10       |
| folwark Podbiała  | 17                 | 1       | 10          | 7          | –                 | 10          | 7          | –        |

Po II wojnie światowej w granicach Związku Sowieckiego. Od 1991 w niepodległej Białorusi.